# Пудалов, Александр Дмитриевич
Александр Дмитриевич (Абрам Давидович) Пудалов (1879, Москва — 1937, там же) — советский хозяйственный и государственный деятель.

## Биография
Окончил ИМТУ в 1906 г., инженер-механик.
Участник 1-й мировой войны (Кавказский фронт).
В 1920-е гг. член правления Маштреста.
- 1929—1931 технический директор и уполномоченный ВСНХ СССР на Сталинградском тракторном заводе.
- 1931—1933 директор Сталинградского тракторного завода.

В 1933—1937 начальник Главмашпрома, председатель технического совета наркомата тяжёлой промышленности СССР, заместитель наркома.
За выведение СТЗ на проектную мощность и организацию выпуска 150 тракторов в день награждён орденом Ленина (1932).
Делегат 17-го съезда ВКП(б) (1934).
Был обвинён в том, что когда служил в трамвайной компании, в период революционных событий 1905—1907 гг. от имени руководства вёл переговоры с забастовавшими рабочими.
Покончил жизнь самоубийством. Похоронен на Введенском кладбище (23 уч.).